# Lednik Rajgorodskogo
Lednik Rajgorodskogo (ryska: Ледник Райгородского) är en glaciär i Kirgizistan.   Den ligger i oblastet Batken, i den sydvästra delen av landet, 500 km sydväst om huvudstaden Bisjkek. Lednik Rajgorodskogo ligger 4 190 meter över havet.
Terrängen runt Lednik Rajgorodskogo är mycket bergig. Runt Lednik Rajgorodskogo är det glesbefolkat, med 17 invånare per kvadratkilometer. Det finns inga samhällen i närheten. Trakten runt Lednik Rajgorodskogo består i huvudsak av gräsmarker.